# Insigne de pilote de planeur
L'insigne de pilote de planeur, (en allemand, Segelflugzeugführerabzeichen), est une décoration militaire allemande du Troisième Reich. Elle fut créée le 16 décembre 1940 pour récompenser les pilotes de planeurs de la Luftwaffe ayant accompli la formation de base.

## Attribution
Cet insigne était attribué à tous les élèves ayant terminé la formation de pilote de planeur. Un diplôme d'obtention était aussi décerné.
L'insigne a cessé d'être accordé à la fin du régime nazi en Allemagne en 1945.

## Description
L'insigne est composé d'une couronne de feuille de laurier à gauche et de chêne à droite, une swastika orne la partie basse.
Sur cette dernière est riveté un aigle planant, tête tournée vers la droite, serres repliées. Les ailes sont débordantes de la couronne.
Il existe aussi une version en tissu brodé.

## Port
L'insigne devait être porté sur la poche gauche de la veste (ou de la chemise) sous la croix de fer, si celle-ci est présente.

## Après-guerre
Conformément à la loi sur les titres, ordres et décorations du 26 juillet 1957, le port de l'Insigne de pilote de planeur dans la version du Troisième Reich dans la République fédérale d'Allemagne a été autorisé, à condition que la svastika (croix gammée) soit enlevée.